# Komikan
Espèce
Classification phylogénétique
Synonymes
Citrus reticulata var kinokuni

Komikan signifie petite mandarine en japonais: 小 (ko) petit précède みかん ou 蜜柑 (mikan) mandarine. Parmi toutes les petites mandarines cultivées en Asie de l'est ce sont le plus souvent des cultivars de kishu (C. kinokuni). Une d'elles est renommée au Japon comme spécialement sucrée et aromatique: la Sakurajima komikan. 
Le mot désigne les arbres et les fruits.  

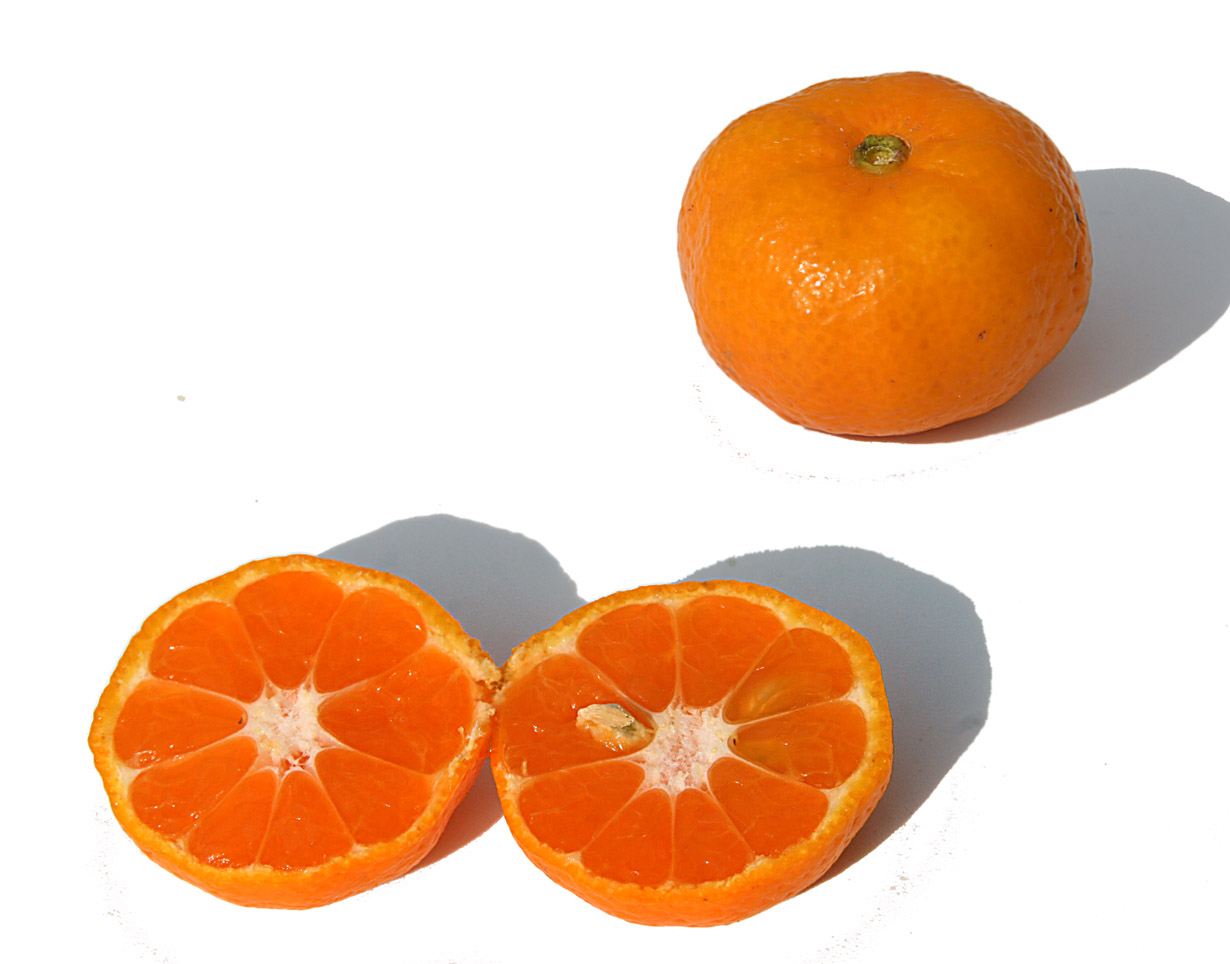
Couleur lumineuse de Sakurajima Komikan

## Les Komikan et les petites mandarines asiatiques
Komikan n'est pas une mandarine spécifiquement japonaise, ni même une variété de mandarines, elle appartient à la vaste population de Kishu (C. kinokuni).
La culture des komikan au Japon remonterait à l'époque d'Edo (1603‒1867). Tokurou Shimizu et al. (2016) donnent divers agrumes japonais sous le nom de komikan parmi les mandarines Kishu qu'ils ont séquencées : d'une part la mandarine Koji (C. leiocarpa hort. ex Tanaka), d'autre part les mandarines kishu : Hisago komikan, mikan Ihara Ichijoji, Komikan Fukuyama (Kinkou pearl), Komikan Kawachi, Komikan Tensui, Ozaki komikan. Ils écrivent «à l'exception d'un mésappariement observé dans la souche Hisago komikan, les génotypes de 16 souches de Kishu concordent exactement et ils sont confirmés comme mutants somatiques. Fait intéressant, ces souches de Kishu ont été collectées au Japon, mais une souche chinoise nanfengmiju (C. reticulata) correspondait exactement à Kishu».

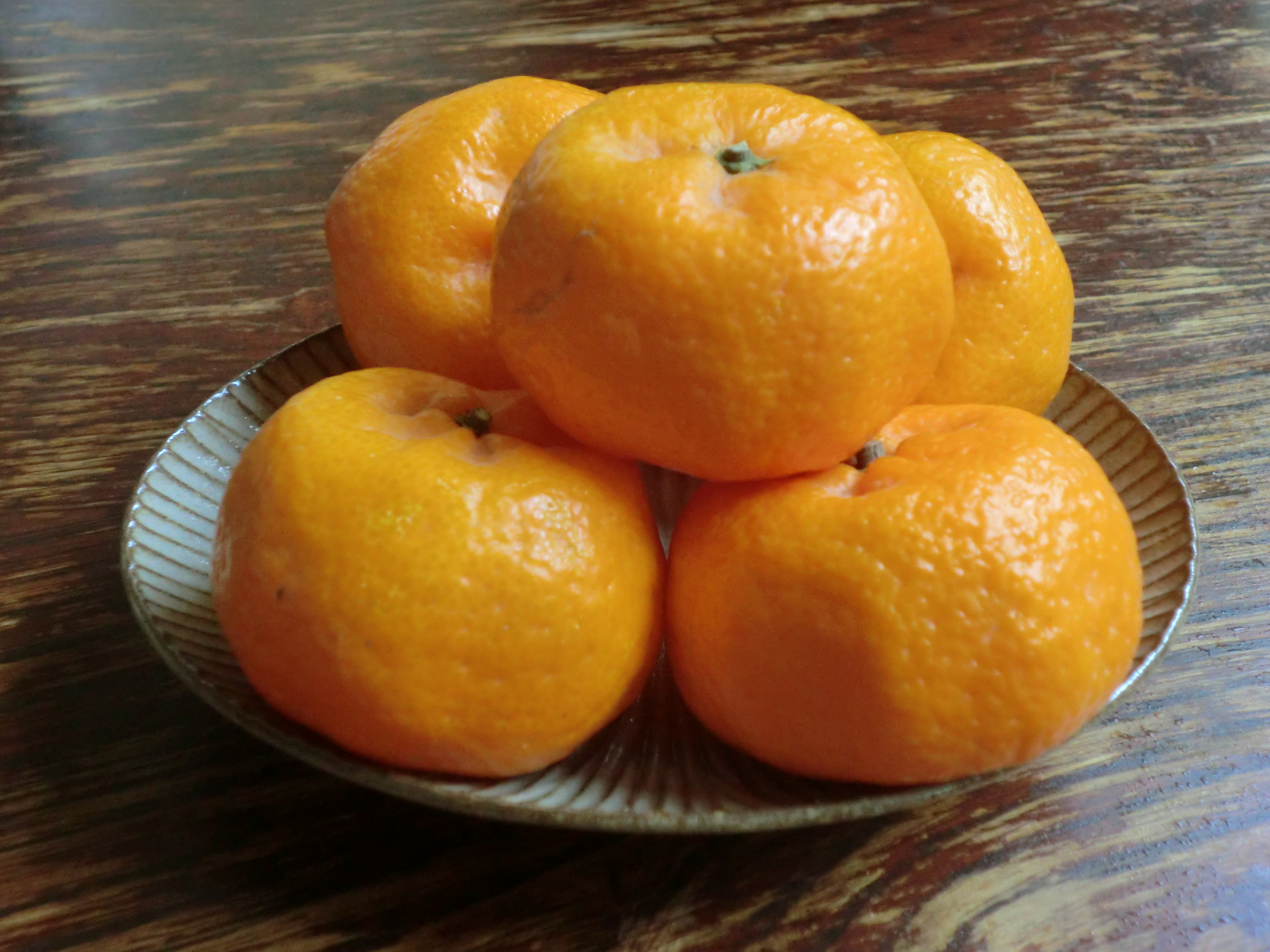
komikan

Nanfengmiju, est cultivée en Chine depuis plus longtemps, une variété à graine était offerte en hommage à l'empereur sous les Tang, et les Song. Dérivée du Ruju est une des mandarines asperme les plus cultivées dans le Jianxi d'où elle est originaire, à Taïwan, à Okinawa sous le nom de Shimamikan. Ces petites mandarines ont pour nom 小橘子 (Xiǎo júzi), 贡橘 (Gòng jú) mandarine gong, ou 金钱蜜桔 (Jīnqián mì jú) mandarine d'argent, les fruits sont comparables (poids 30 g.). Kishu est classée dans les mandarines communes originaire de Chine, elle est avec Kunenbo (Citrus nobilis Lour. Var. Kunip Tanaka) les parents probables des mandarines satsuma modernes. Elle est une mandarine typiquement continentale.   

## Sakurajima komikan
Sakurajima komikan est la komikan par excellence, celle dont la notoriété est la plus forte au Japon.  

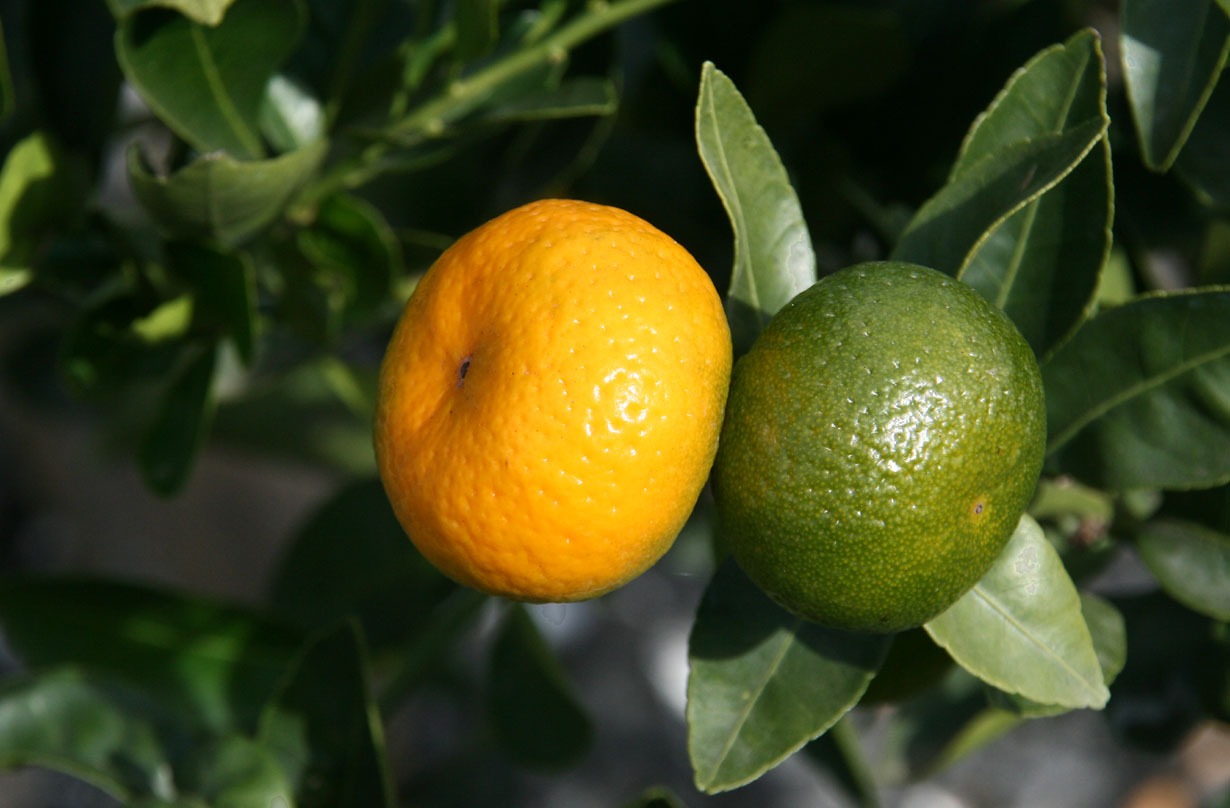
Komikan mûre et encore verte

Le volcan de Sakurajima forme une ile au milieu de la baie de Kagoshima. Sur les sols de cendres drainants (à Sakurajima, à Fukuyama) on cultive une variété de komikan réputée - au dire de ses promoteurs - la plus petite mandarine du monde. Les サクラジマミカン ou 桜島蜜柑 (Sakurajimamikan) sont classés selon le niveau de sucre, la récolte et la vente ont lieu en décembre, comme cadeau de nouvel an. Tokurou Shimizu et al. (2016) en donnent 3 cultivars Sakurajima komikan Matsuura, Sakurajima komikan Senbatsu et Sakurajima komikan Shirahama. Comme les autres, elles sont toutes classées mandarine Kishu (C. kinokuni).   
Le poids moyen est de 50 g, le diamètre d'environ 5 cm les arbres sont très productifs, La peau est épaisse finement hachées est utilisée comme condiment pour les udon et les soba. Sakurajima komikan est une Indication Géographique enregistrée  en 2017, la marque a été déposée en 2009 par la coopérative agricole Kagoshima Mirai. 